# Humberto Tumini
Humberto Miguel Tumini (Córdoba, 29 de octubre de 1949) es un dirigente político y exfuncionario argentino. Actualmente es el presidente del Movimiento Libres del Sur.

## Biografía
Hijo de un matrimonio de bonaerenses (su padre era un productor agropecuario de Pergamino y su madre, oriunda de Rojas), Tumini nació en la ciudad de Córdoba el 29 de octubre de 1949. Es sobrino de Horacio Bernardo Oyhanarte, quien fuera ministro de Relaciones Exteriores y Culto durante la segunda presidencia de Hipólito Yrigoyen, y de monseñor Juan Francisco Tumini, ex párroco de la Catedral de Avellaneda.
Divorciado, tiene dos hijas, un hijo y dos nietas. Desde 1988 vive en la ciudad de Buenos Aires.

## Trayectoria política
Tumini comenzó a participar en política hacia 1969, mientras estudiaba ingeniería en la Universidad Católica de Córdoba, cuando se produjo el Cordobazo. En la década del setenta militó en el Partido Revolucionario de los Trabajadores (PRT), hasta que fue detenido en Tucumán en septiembre de 1974. Permaneció como preso político durante toda la dictadura cívico-militar que gobernó Argentina entre 1976 y 1983.
Con el regreso de la democracia recuperó la libertad. En 1986 fundó en Córdoba la Corriente de Unidad Popular (CUP), y durante 1987 fue director del periódico Electrum, del Sindicato de Luz y Fuerza de Córdoba.
En noviembre de 1987 fundó la Corriente Patria Libre, que como parte del Frente Amplio de Liberación (FRAL) y en alianza con el Movimiento al Socialismo (MAS) conformó la coalición política Izquierda Unida, que participó de las elecciones presidenciales y legislativas de 1989 con la fórmula Néstor Vicente-Luis Zamora.
En las elecciones de 1995 Tumini fue candidato a Presidente de la Nación por la corriente Patria Libre. Entre 1997 y 2001 condujo el Frente de la Resistencia, que participó de la Mesa Nacional del Polo Social -que tenía como principal referente al padre Luis Farinello- en las elecciones legislativas de octubre de 2001.
En abril de 2006 Tumini fue uno de los fundadores de Libres del Sur, movimiento político que conduce desde entonces. En 2007, durante la gestión de Jorge Telerman, se desempeñó como Subsecretario de Gestión Pública del Gobierno de la Ciudad Autónoma de Buenos Aires. En 2008 asumió como Secretario Ejecutivo del Consejo Federal de Derechos Humanos, cargo al que renunció cuando, en diciembre, Libres del Sur decidió alejarse del gobierno kirchnerista.
En 2015 fue precandidato a jefe de gobierno de C.A.B.A. por el frente Progresistas
En el Sexto Congreso de Libres del Sur, en noviembre de 2016, fue elegido presidente del partido por un nuevo período.
En las elecciones del 2019 apoyó la fórmula de Lavagna y Juan Manuel Urtubey, quienes conformaron una opción de centro programático. 